# White Turns Blue
White Turns Blue är ett album av Maria Mena från 2004. Albumet samlar låtar som tidigare givits ut på albumen "Another Phase" och "Mellow", och blev framtaget särskilt för amerikansk och internationell lansering.

## Låtlista
1. You're The Only One
2. Fragile (Free)
3. Just A Little Bit
4. Blame It On Me
5. My Lullaby
6. Take You With Me
7. What's Another Day
8. Lose Control
9. Shadow
10. Your Glasses
11. Sorry
12. A Few Small Bruises